# ハイサイ!甲子園 〜島人が燃えた1958年〜
『ハイサイ!甲子園 〜島人が燃えた1958年〜』（はいさいこうしえん）は、小学館発行の青年向け漫画雑誌「ビッグコミックオリジナル」に2008年8号から16号まで連載された漫画。全1巻。原作：市田実、漫画：高田靖彦。

## 概要
1958年（昭和33年）、沖縄県勢甲子園初出場を果たした沖縄県立首里高等学校野球部をモデルとした連載漫画である。当時の沖縄は本土復帰前で未だ米軍統治下にあり、B円と呼ばれる軍票貨幣が流通して物資が慢性的に不足していた。その春に高野連から沖縄の4校（石川・コザ・首里・那覇）代表が春の甲子園へ招待を受ける。その1人首里高校の主将、仲宗根弘は甲子園を見て、受けた感動をナインへ伝えチームと共に夏の甲子園大会への出場を目指す。

## 主な登場人物
仲宗根弘
首里高校野球部主将。ポジションはショート。
福原朝悦
首里高校野球部監督。社会科教諭。
栽弘義
沖縄の高校野球史に残る名将。当時は糸満高校野球部の選手で県予選準決勝で首里高校と対戦した際は5番を打っていた。
石川善一
県予選決勝で対戦した石川高校のエース。当時沖縄県内屈指の投手だった。
佐伯達夫
当時の高野連副会長。沖縄県代表校が出場の為に尽力する。
高嶺朝健
首里高校野球部のピッチャー。2年生。